# Dumosh
Dumosh (albansk: Dumosh; serbisk: Думош, tr. Dumoš) er en landsby 7 km syd for Podujevos kommune i det nordøstlige Kosovo. Landsbyen har i alt 1207 (2011) indbyggere.

## Demografi
Landsbyen er opdelt i flere "mahalla" (kvarterer) såsom Podvorica, Kutleshi, Visoka etc.
| År   | Indbyggere |
| ---- | ---------- |
| 1948 | 678        |
| 1953 | 755        |
| 1961 | 794        |
| 1971 | 949        |
| 1981 | 1 078      |
| 1991 | 1 141      |
| 2011 | 1 207      |